# Liste des maires de Tulle
Liste des maires successifs de Tulle, préfecture de la Corrèze.

## Liste des maires
- Source (fr) MairesGenWeb - Recensement des Maires de France à travers l'Histoire

|             | François Duval                               | 1795 - 1808                       |             | Premier maire de Tulle élu |  |  |
| XIXe siècle |                                              |                                   |             | |  |  |
|             | Pierre Ludière                               | 1808 - 1811                       |             | |  |  |
|             | Antoine Melon                                | 1812 - 1815                       |             | |  |  |
|             | Jean-Pierre Lacombe                          | 1815 - 1816                       |             | |  |  |
|             | Guy Joseph Rémi de Saint-Priest de Saint-Mur | 1816 - 1825                       |             | |  |  |
|             | Antoine de Valon                             | 1825 - 1830                       | Droite      | Député de la Corrèze (1824-1842) |  |  |
|             | Lacoste-Dumont                               | 1830 - 1837                       |             | |  |  |
|             | Martial Soleilhet                            | 1837 - 1846                       |             | |  |  |
|             | François Favars                              | 1846 - 1848                       |             | |  |  |
|             | M. Sage                                      | 1848 - 1849                       |             | |  |  |
|             | Louis-Joseph Hugo                            | 1849 - 1851                       |             | Colonel du Premier empire Oncle de Victor Hugo |  |  |
|             | François Favars                              | 1851 - 1857                       |             | |  |  |
|             | Henri Brugère                                |                                   |             | Général français |  |  |
|             | Guy Joseph Rémi Lafond de Saint-Mur          | 1863 - 1871                       |             | |  |  |
|             | Louis Joseph Parrical de Chammard            | 1871 - 1871                       |             | |  |  |
|             | M. Floucaud-Pénardille                       | 1871 - 1872                       |             | |  |  |
|             | Dominique Boudrie                            | 1872 - 1873                       |             | |  |  |
|             | Jean Emile Téreygeol                         | 1873 - 1874                       |             | |  |  |
|             | M. Paris                                     | 1874 - 1875                       |             | |  |  |
|             | Conchard de Vermeil                          | 1875 - 1878                       |             | |  |  |
|             | Edouard Charain                              | 1878 - 1883                       |             | |  |  |
|             | Léon Borie                                   | 1883 - 18 mai 1884                |             | |  |  |
|             | Ernest Brugère                               | 18 mai 1884 - 7 octobre 1887      |             | |  |  |
|             | Jules Vergne                                 | 7 octobre 1887 - 6 avril 1891     |             | |  |  |
|             | Joseph Saugon                                | 6 avril 1891 - 15 mai 1892        |             | |  |  |
|             | Jean Tavé                                    | 15 mai 1892 - 19 mai 1912         | PRRRS       | Député de la Corrèze (1902-1914) Conseiller général (1906-1910) |  |  |
| XXe siècle  |                                              |                                   |             | |  |  |
|             | Alfred Parrical de Chammard                  | 19 mai 1912 - 11 décembre 1919    |             | |  |  |
|             | Gustave Maschat                              | 11 décembre 1919 - 18 juin 1922   |             | |  |  |
|             | François Malimont                            | 18 juin 1922 - 17 mai 1925        |             | |  |  |
|             | Jacques de Chammard                          | 17 mai 1925 - 31 mai 1943         | PRRRS       | Député de la Corrèze (1924-1936) Sénateur de la Corrèze (1938-1940) |  |  |
|             | Gabriel Bouty                                | 16 novembre 1943 - 7 juillet 1944 |             | |  |  |
|             | Jules Lafue                                  | 18 août 1944 - 12 mai 1947        |             | |  |  |
|             | Clément Chausson                             | 15 juillet 1947 - 20 avril 1949   | PCF         | Député de la Corrèze (1945-1955) |  |  |
|             | Jean Massoulier                              | 20 avril 1949 - 21 mars 1959      | RGR         | |  |  |
|             | Jean Montalat                                | 21 mars 1959 - 21 mars 1971       | SFIO        | Député de la Corrèze (1951-1958) |  |  |
|             | Georges Mouly                                | 21 mars 1971 - 24 mars 1977       | RPR         | Conseiller général (1976-1982) |  |  |
|             | Jean Combasteil                              | 24 mars 1977 - 19 juin 1995       | PCF         | Député de la Corrèze (1981-1986) |  |  |
|             | Raymond-Max Aubert                           | 19 juin 1995 - 18 mars 2001       | RPR         | Secrétaire d’État au Développement rural (1995-1995) Député de la Corrèze (1993-1995)                                                                                             |  |  |
| XXIe siècle |                                              |                                   |             | |  |  |
|             | François Hollande                            | 19 mars 2001 - 17 mars 2008       | PS          | Président de la République (2012-2017) Député de la Corrèze (1997-2012) Président du conseil général de la Corrèze (2008-2012) Premier secrétaire du Parti socialiste (1997-2008) |  |  |
|             | Bernard Combes                               | Depuis le 17 mars 2008            | PS puis DVG | Conseiller départemental du canton de Tulle (2015-) 1er vice-président du conseil général de la Corrèze (2012-2015) Conseiller général du canton de La Roche-Canillac (2011-2015) |  |  |

## Compléments